# Класифікація мінералів Дани
Класифікація мінералів Дани — система класифікації мінералів за хімічним складом та кристалічною структурою, яку розробив Джеймс Дуайт Дана. Використовується в англомовному світі, особливо в США. Нову систему опубліковано 1997 року на основі старої системи Дани, що вперше з'явилася у середині 19 століття.

## Історія
Систематика мінералів була розширена Даною у 1854 році у четвертому виданні його «Мінералогічної системи», вперше опублікованої у 1837 році, включаючи хімічний склад мінералів. Протягом 20 століття система була додатково доповнена на тлі наукових досягнень, особливо у галузі кристалографії.
У 1941 році Гуго Штрунц вивів свою систему на основі системи Дани.
Оригінальна класифікація Дани також була додатково доопрацьована і опублікована у 1997 році як нова система.

## Структура
Мінерали розташовані в ієрархічній системі. Кожен мінерал має системний номер, який складається з чотирьох чисел, розділених крапками, і який повинен дозволяти чітко розподіляти відомі мінерали під різними назвами. Перше число представляє клас мінеральних речовин. Друге — тип мінералу, в деяких випадках враховуючи атомну структуру. Третє — групу подібних за структурою мінералів. Четверта чітко ідентифікує мінерал.
| - 01 Елементи - 01.02 Елементи: метали та сплави платинової групи - 01.02.01 Платинова група (просторова група Fm3m) - 01.02.01.03 Родій | - 02. Мінерали-сульфіди - 02.08 Сульфіди — з селенідами та телуридами включно — з хімічним складом AmBnXp, де (m+n): p=1:1 - 02.08.07 Група вюртциту (гексагональна сингонія: P63mc) - 02.08.07.01 Вюртцит | - 38 Безводні фосфати та подібні - 38.01 Безводні фосфати та подібні: A+B2+XO4 - 38.01.01 Група трифіліту - 38.01.01.01 Трифіліт |

## Загальний огляд класів
| Мінеральний клас               | Включення |
| Елементи                       | - 01. Елементи |
| Сульфіди та сульфосолі         | - 02. Сульфіди - 03. Сульфосолі |
| Оксиди та гідроксиди           | - 04. Основні оксиди - 05. Оксиди, що містять уран і торій - 06. Гідроксиди та оксиди, що містять гідроксильну групу - 07. Багатокомпонентні оксиди - 08. Багатокомпонентні оксиди, що містять ніобій, тантал та/або титан |
| Галогеніди                     | - 09. Галогеніди - 10. Оксогалогеніди та гідроксигалогеніди - 11. Складні галогеніди - алюмофториди - 12. Складні галогеніди |
| Карбонати, нітрати та борати   | - 13. Кислотні карбонати - 14. Негідратовані нормальні карбонати - 15. Нормальні гідратовані карбонати - 16a. Карбонати, що містить гідроксильний аніон або галоген - 16b. Карбонати, що містить гідроксильний аніон або галоген - 17. Складні карбонати - 18. Прості нітрати - 19. Нітрати, що містять гідроксильний аніон або галогени - 20. Складні нітрати - 21. Негідратовані та гідратовані йодати - 22. Йодати, що містять гідроксильний аніон або галоген - 23. Складні йодати - 24. Негідратовані борати - 25. Негідратовані борати, що містять гідроксильний аніон або галогени - 26. Гідратовані борати, що містять гідроксильний аніон або галогени - 27. Складні борати |
| Сульфати, хромати та молібдати | - 28. Кислі та нормальні негідратовані сульфати - 29. Кислі та нормальні гідратовані сульфати - 30. Негідратовані сульфати, що містять гідроксиланіон або галогени - 31. Гідратовані сульфати, що містять гідроксиланіон або галогени - 32. Складні сульфати - 33. Селенати та телурати - 34. Селеніти, телурити та сульфіти - 35. Негідратовані хромати - 36. Гідратовані хромати |
| Фосфати, арсенати та ванадати  | - 37. Негідратовані кислі фосфати - 38. Негідратовані нормальні фосфати - 39. Кислі фосфати, гідратовані - 40. Нормальні фосфати, гідратовані - 41. Негідратовані фосфати, що містять гідроксиланіон або галогени - 42. Гідратовані фосфати, що містять гідроксиланіон або галогени - 43. Складні фосфати - 44. Антимоніти - 45. Кислі та нормальні антимоніти, арсеніти та фосфіти - 46. Основні або галогенвмісні антимоніти, арсеніти та фосфіти - 47. Оксисолі ванадію - 48. Молібдати та вольфрамати - 49. Основні та гідратовані молібдати та вольфрамати |
| Органічні мінерали             | - 50. Органічні мінерали |
| Силікати та германати          | |
| - Незосилікати                 | - 51. Незосилікати, що містять тільки ізольовані тетраедричні групи [SiO4] - 52. Незосилікати, що містять групи тетраедрів [SiO4] з O, OH, F і H2O - 53. Незосилікати, що містять групи тетраедрів [SiO4] з іншими аніонами або комплексними катіонами - 54. Боросилікати та деякі берилосилікати з [BO3]. |
| - Соросилікати                 | - 55. Соросилікати, що містять групи Si2O7, як правило, без додаткових аніонів - 56. Соросилікати, що містять групи Si2O7 з O, OH, F і H2O - 57. Соросилікати, що містять острівні (Si3O10) і більші нециклічні групи з Si3O10 - 58. Соросилікати, що містять острівні, змішані, ізольовані і більші тетраедричні групи |
| - Циклосилікати                | - 59. Тричленні кільця [Si3O9]. - 60. Чотиричленні кільця [Si4O12]. - 61. Шестичленні кільця [Si6O18]. - 62. Восьмичленні кільця [Si8O24]. - 63. Циклосилікати зі згущеними кільцями. - 64. Кільця з іншими аніонами та ізольованими групами [SiO4] |
| - Іносилікати                  | - 65. Нерозгалужені прості ланцюги, періодичність W=1 - 66. Нерозгалужені подвійні ланцюги, періодичність W=2 - 67. Нерозгалужені ланцюги, періодичність W > 2 - 68. Структури зі змінною шириною ланцюгів - 69. Ланцюги, розгалужені на інші ланцюги або петлі - 70. Трубчасті або стовпчасті структури |
| - Філосилікати                 | - 71. Шар з шестичленними кільцями - 72. Нескінченні шари без шестичленних кілець - 73. Ущільнені тетраедричні шари - 74. Модульовані шари |
| - Тектосилікати                | - 75. Тектосилікати - 76. Алюмінієві та кремнієві мережі - 77. Група цеолітів |
| - Некласифіковані силікати     | - 78. Некласифіковані силікати |